# Hội phết Hiền Quan
Hội Phết Hiền Quan là một lễ hội của xã Hiền Quan, huyện Tam Nông, tỉnh Phú Thọ, được tổ chức từ ngày 12 đến 13 tháng Giêng âm lịch hàng năm, trong đó ngày chính hội là ngày 13. Lễ hội được tổ chức nhằm tôn vinh tinh thần thượng võ và tưởng nhớ hai vị thành hoàng là Thiều Hoa công chúa, một nữ tướng dưới thời Hai Bà Trưng có công đánh giặc và Mộc Trang đại vương thời nhà Đinh có công dẹp loạn 12 sứ quân.

## Lịch sử
Nữ tướng Thiều Hoa là con trong một gia đình nông dân nghèo ở động Lăng Sương, nay thuộc huyện Thanh Thủy, tỉnh Phú Thọ. Khi bà 16 tuổi thì cha mẹ mất, bà rời động Lăng Sương đến chùa Phúc Khánh, trang Song Quan (chính là chùa Hiền Quan ngày nay) tu hành. Sau đó bà cùng với những đồng môn khác đến ứng nghĩa dưới lá cờ của Hai Bà Trưng. Tại Mê Linh, những tráng sĩ trai gái sông Đà, sông Thao được Hai Bà Trưng tiếp đón nồng nhiệt. Thiều Hoa được phong là Đông Cung Tướng Quân, nhiều lần giáp trận với giặc Hán đều được toàn thắng. Sau khi đánh tan giặc Hán, bà xin ở lại Song Quan tiếp tục tu hành cứu nhân độ thế. Sau khi bà mất, Trưng Nữ Vương đã truy phong bà là "Phụ vương công chúa" và truyền cho dân làng lập đền thờ bà. Nhân dân Song Quan suy tôn bà là "Đức thánh mẫu Đệ nhất Đại Vương" của làng và thờ cúng bà rất tôn nghiêm. Từ đó đến nay, đền thờ, lăng mộ của bà, chùa Phúc Khánh và đình làng vẫn được giữ gìn và luôn tu tạo chu đáo.
Mộc Trang đại vương là con trai của bà Lý Phương Nương trước đó cũng tu ở chùa Phúc Khánh lộ Sơn Tây phủ Thao Giang, tức chùa Hiền Quan. Khi mẹ mất hết tang, đất nước rơi vào loạn 12 sứ quân, biết Đinh Bộ Lĩnh là con một vị tướng cũ được nhân dân hết sức mến phục, Lý Mộc Trang đã dung nạp 300 người dân Tam Nông cùng theo về tham gia khởi nghĩa. Ông trực tiếp làm tướng chỉ huy đánh dẹp các sứ quân Ngô Nhật Khánh, Ngô Xương Xí và Đỗ Cảnh Thạc. Sau khi thống nhất đất nước, lập ra nhà nước Đại Cồ Việt, Đinh Bộ Lĩnh lên ngôi Hoàng đế đã ban cho ông chức tước và cai quản thực ấp ở huyện Tam Nông quê nhà.
Với giá trị lịch sử như vậy, ngày 12 tháng 12 năm 1994, cụm di tích Song Quan đã được Nhà nước công nhận xếp hạng Di tích lịch sử Quốc gia. Để tưởng nhớ công đức của hai vị anh hùng đối với dân, với nước, hàng năm dân làng Hiền Quan mở hội từ ngày 12 đến 13 tháng Giêng (âm lịch) ở đền và chùa Hiền Quan.

## Những điểm chính của lễ hội
Lễ hội phết Hiền Quan gồm bốn phần đó là: Rước kiệu, tế lễ, kéo quân, đánh Phết diễn ra ở cả đình Hiền Quan, nơi thờ Đức Ông Lý Mộc Trang thời Đinh và đền Hiền Quan, thờ Thiều Hoa thời Hai Bà Trưng.
Tại lễ rước kiệu, trên kiệu là các sắc phong, bài vị, quả Phết, quả Chúi được cất giữ trong cung cấm của đình làng từ ngày mồng 10 tháng 10 âm lịch. Kiệu được khiêng từ đình ra đền do các binh sĩ mình mặc áo giáp hộ tống. Sau lễ rước kiệu là phần tế lễ và lễ kéo quân. Cuối cùng sẽ là rước phết ra đồng để mọi người giành lấy.

### Cướp phết
Cướp Phết là điểm chính của Hội Phết Hiền Quan.
Có 3 quả Phết và 3 quả Chúi để những người tham gia lễ hội cùng giành lấy. Hai thứ này được làm từ củ tre sơn đỏ, trong đó quả Phết có đường kính khoảng 6–7 cm và quả Chúi nhỏ hơn, khoảng 4–5 cm.
Chiều ngày lễ hội, tại đình và đền Hiền Quan sẽ diễn ra lễ tế. Sau các phần rước kiệu, tế lễ, kéo quân sẽ là lễ rước phết. Quả Phết được vị chủ tế mang theo từ đền ra bãi đất trống, xung quanh chủ tế là hai hàng thanh niên trai tráng khỏe mạnh lập thành rào chặt chẽ để bảo vệ Phết. Khi đến bãi đất trống, vị chủ tế sẽ đặt Phết vào hố phết đã được đào sẵn và những người tham gia lễ hội sẽ cùng nhau tranh cướp quả Phết (đặt Phết vào hố phết hoặc tung lên cao). Người nào cầm được quả Phết chạy qua cột cờ mốc giới coi như thắng cuộc. Sau khi 1 quả Phết đã có người giành được thì quả tiếp theo lại mới được đưa ra.
Sau khi các quả Phết đã có chủ thì các quả Chúi sẽ được đưa ra. Quả Chúi không cần các lễ nghi như quả Phết. Theo quan niệm của làng Hiền Quan, ném chúi là để "trừ tai viễn tống", xua đi mọi rủi ro tật bệnh.
Người dân quan niệm rằng nếu ai giành được quả Phết và Chúi hay chỉ chạm được tay vào là cả năm sẽ rất may mắn.

### Các trò chơi dân gian khác
Ngoài trò cướp Phết thì một số trò chơi và những cuộc thi tài khác cũng được diễn ra tại Hội Phết Hiền Quan. Có thể kể đến các trò như:
- Kéo lửa nấu cơm: nồi cơm bằng đất được một người gánh bằng quang gánh và di chuyển xung quanh sân, những người khác trong đội phải ôm củi chạy theo để nấu cho cơm chín. Đội nào cơm chín trước là thắng.

- Thi giã Bánh giầy.

- Ném cầu giỏ: ai ném được quả cầu qua một vòng tròn hoặc một cái giỏ treo trên cao thì cả năm sẽ gặp may mắn.

Ngoài ra còn các trò như Cướp kén bán ngài, Kể Chuyện cười Văn Lang, hát ghẹo…